# Sławno (gmina, Łódź)
Pour les articles homonymes, voir Sławno (homonymie).
Sławno est une gmina (commune) rurale (gmina wiejska) du powiat d'Opoczno, dans la Voïvodie de Łódź, dans le centre de la Pologne.
Son siège administratif (chef-lieu) est le village de Sławno, qui se situe environ 11 kilomètres à l'ouest d'Opoczno (siège du powiat) et 64 kilomètres au sud-est de la capitale régionale Łódź (capitale de la voïvodie).
La gmina couvre une superficie de 128,45 km2 pour une population de 7 421 habitants en 2006.

## Géographie
La gmina inclut les villages et localités de :
- Antoninów
- Antoniówka
- Bratków
- Celestynów
- Dąbrowa
- Dąbrówka
- Gawrony
- Grążowice
- Grudzeń-Kolonia
- Grudzeń-Las
- Józefów
- Kamień
- Kamilówka
- Kozenin
- Kunice
- Ludwinów
- Olszewice
- Olszowiec
- Ostrożna
- Owadów
- Popławy
- Prymusowa Wola
- Psary
- Sepno-Radonia
- Sławno
- Sławno-Kolonia
- Szadkowice
- Tomaszówek
- Trojanów
- Unewel
- Wincentynów
- Wygnanów
- Zachorzów
- Zachorzów-Kolonia

### Gminy voisines
La gmina de Sławno est voisine des gminy suivantes :
- Białaczów
- Inowłódz
- Mniszków
- Opoczno
- Paradyż
- Tomaszów Mazowiecki

## Administration
De 1975 à 1998, le village était attaché administrativement à l'ancienne voïvodie de Piotrków.

Depuis 1999, il fait partie de la nouvelle voïvodie de Łódź.

## Structure du terrain
D'après les données de 2007, la superficie de la commune de Sławno est de 128,45 kilomètres carrés, répartis comme telle :
- terres agricoles : 76 %
- forêts : 15 %

La commune représente 12,43 % de la superficie du powiat.

## Démographie
Données du 31 décembre 2007 :
| Description        | Total  | Total | Femmes | Femmes | Hommes | Hommes |
| ------------------ | ------ | ----- | ------ | ------ | ------ | ------ |
| Unité              | Nombre | %     | Nombre | %      | Nombre | %      |
| Population         | 7 342  | 100   | 3 673  | 50,0   | 3 669  | 50,0   |
| Densité (hab./km²) | 57     | 57    | 28     | 28     | 28     | 28     |